# Trophée Jacques-Plante
Pour les articles homonymes, voir Trophée Jacques-Plante (Suisse).
Le trophée Jacques-Plante récompense chaque année le gardien de but de hockey sur glace de la  Ligue de hockey junior Maritimes Québec (LHJMQ) qui a maintenu la meilleure moyenne de buts encaissés au terme de la saison.
Le trophée honore Jacques Plante, ancien gardien de but de la LHJMQ mais aussi de la Ligue nationale de hockey, premier gardien à porter un masque et gardien vedette des Canadiens de Montréal.
La liste ci-dessous présente le lauréat, le nom de la franchise où il évoluait et la moyenne sur l'année de buts encaissés.

## Lauréats
Ci-dessous sont inscrits les vainqueurs du trophée :
- 1969-1970 : Michel De Guise, Éperviers de Sorel (3,99)
- 1970-1971 : Raynald Fortier, Remparts de Québec (3,39)
- 1971-1972 : Richard Brodeur, Royals de Cornwall (2,93)
- 1972-1973 : Pierre Pérusse, Remparts de Québec (3,78)
- 1973-1974 : Claude Legris, Éperviers de Sorel (4,5)
- 1974-1975 : Nick Sanza, Castors de Sherbrooke (3,51)
- 1975-1976 : Tim Bernhardt, Royals de Cornwall (3,92)
- 1976-1977 : Tim Bernhardt, Royals de Cornwall (3,63)
- 1977-1978 : Tim Bernhardt, Royals de Cornwall (3,39)
- 1978-1979 : Jacques Cloutier, Draveurs de Trois-Rivières (3,14)
- 1979-1980 : Corrado Micalef, Castors de Sherbrooke (4,2)
- 1980-1981 : Michel Dufour, Éperviers de Sorel (3,64)
- 1981-1982 : Jeff Barratt, Junior de Montréal (3,5)
- 1982-1983 : Tony Haladuick, Voisins de Laval (4,39)
- 1983-1984 : Tony Haladuick, Voisins de Laval (3,79)
- 1984-1985 : Daniel Berthiaume, Saguenéens de Chicoutimi (3,85)
- 1985-1986 : Robert Desjardins, Olympiques de Hull (3,32)
- 1986-1987 : Robert Desjardins, Chevaliers de Longueuil (3,25)
- 1987-1988 : Stéphane Beauregard, Lynx de Saint-Jean (3,65)
- 1988-1989 : Stéphane Fiset, Tigres de Victoriaville (3,45)
- 1989-1990 : Pierre Gagnon, Tigres de Victoriaville (3,2)
- 1990-1991 : Félix Potvin, Saguenéens de Chicoutimi (2,7)
- 1991-1992 : Jean-François Labbé, Draveurs de Trois-Rivières (3,1)
- 1992-1993 : Jocelyn Thibault, Faucons de Sherbrooke (2,99)
- 1993-1994 : Philippe DeRouville, Collège français de Verdun (3,6)
- 1994-1995 : Martin Biron, Harfangs de Beauport (2,48)
- 1995-1996 : Frédéric Deschênes, Prédateurs de Granby (2,63)
- 1996-1997 : Marc Denis, Saguenéens de Chicoutimi (2,69)
- 1997-1998 : Mathieu Garon, Tigres de Victoriaville (2,68)
- 1998-1999 : Maxime Ouellet, Remparts de Québec (2,7)
- 1999-2000 : Simon Lajeunesse, Wildcats de Moncton (2,61)
- 2000-2001 : Frédéric Cloutier, Cataractes de Shawinigan (2,5)
- 2001-2002 : Olivier Michaud, Cataractes de Shawinigan (2,45)
- 2002-2003 : Adam Russo, Titan d'Acadie-Bathurst (2,41)
- 2003-2004 : Martin Houle, Screaming Eagles du Cap-Breton (2,32)
- 2004-2005 : Julien Ellis-Plante, Cataractes de Shawinigan (2,41)
- 2005-2006 : Ondřej Pavelec, Screaming Eagles du Cap-Breton (2,51)
- 2006-2007 : Ondřej Pavelec, Screaming Eagles du Cap-Breton (2,52)
- 2007-2008 : Bobby Nadeau, Saguenéens de Chicoutimi (2,63)
- 2008-2009 : Nicola Riopel, Wildcats de Moncton (2,1)
- 2009-2010 : Jake Allen, Voltigeurs de Drummondville (2,2)
- 2010-2011 : Jacob De Serres, Sea Dogs de Saint-Jean (2,22)
- 2011-2012 : Mathieu Corbeil-Thériault, Sea Dogs de Saint-Jean (2,38)
- 2012-2013 : Étienne Marcoux, Armada de Blainville-Boisbriand (2,14)
- 2013-2014 : Zachary Fucale, Mooseheads d'Halifax (2,26)
- 2014-2015 : Philippe Desrosiers, Océanic de Rimouski (2,5)
- 2015-2016 : Chase Marchand, Huskies de Rouyn-Noranda (2,42)
- 2016-2017 : Francis Leclerc, Armada de Blainville-Boisbriand (2,31)
- 2017-2018 : Samuel Harvey, Huskies de Rouyn-Noranda (2,10)
- 2018-2019 : Zachary Émond, Huskies de Rouyn-Noranda (1,73)
- 2019-2020 : Samuel Hlavaj, Eagles du Cap-Breton (2,25)
- 2020-2021 : Colten Ellis, Islanders de Charlottetown (1,78)
- 2021-2022 : Charles-Antoine Lavallée, Cataractes de Shawinigan (2,40)
- 2022-2023 : William Rousseau, Remparts de Québec (2,22)
- 2023-2024 : William Rousseau, Remparts de Québec (2,24)
- 2024-2025 : William Lacelle, Océanic de Rimouski (2,38)